# Blodblomfluga
Blodblomfluga (Psarus abdominalis) är en tvåvingeart som först beskrevs av Fabricius 1794.  Blodblomfluga ingår i släktet blodblomflugor, och familjen blomflugor.
Artens utbredningsområde är Frankrike. Enligt den svenska rödlistan är arten nationellt utdöd i Sverige. . Arten har tidigare förekommit i Götaland men är numera lokalt utdöd. Artens livsmiljö är skogslandskap, jordbrukslandskap. Inga underarter finns listade i Catalogue of Life.